# 1965年以色列議會選舉
1965年以色列議會選舉舉行於1965年11月2日，選出第六屆以色列議會的120名議員，投票率有85.9%。工黨贏得45個議席，是這次選舉獲得議席最多的政黨。

## 外部連結
- Historical overview of the Sixth Knesset （页面存档备份，存于） Knesset website
- Election results on the Knesset website （页面存档备份，存于）
- The Sixth Knesset on the Knesset website （页面存档备份，存于）